# Isopentenylpyrofosfát
Isopentenylpyrofosfát (také nazývaný isopentenyldifosfát) je sloučenina patřící mezi organofosfáty, součást mevalonátové i MEP dráhy syntézy prekurzorů isoprenoidů, které se v různých organismech přeměňují na terpeny a terpenoidy.

## Biosyntéza
IPP vzniká z acetylkoenzymu A a následně je izomerizován na dimethylallylpyrofosfát enzymem isopentenylpyrofosfátizomerázou.

Mevalonátová dráha

Zjednodušené znázornění biosyntézy steroidů přes isopentenylpyrofosfát (IPP), dimethylallylfosfát (DMAPP), geranylpyrofosfát (GPP) a skvalen; některé meziprodukty nejsou zobrazeny.

IPP se také může tvořit v MEP dráze z (E)-4-Hydroxy-3-methyl-but-2-enylpyrofosfátu (HMB-PP) pomocí enzymu HMB-PP reduktázy (LytB, IspH). MEP dráhu využívá řada bakterií, prvoků i rostlin.